# 堀田貢

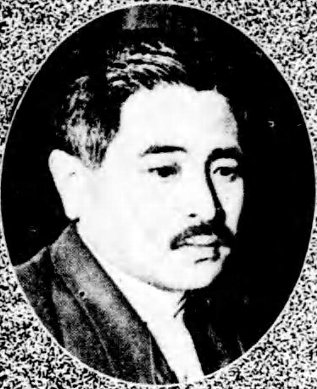
堀田貢

堀田 貢（ほった みつぐ、1876年1月28日 - 1926年2月3日）は、日本の内務官僚。警視総監、内務次官。

## 経歴
福島県安積郡河内村（現：郡山市）で堀田喜左衛門の二男として生まれる。安積中学、第二高等学校を経て、1904年7月、東京帝国大学法科大学法律学科（独法）を卒業。逓信省に入り通信属として通信局に配属。同年11月、文官高等試験行政科試験に合格。同年12月、内務省に転じ内務属として地方局に配属された。
1905年11月、千葉県事務官に就任。以後、千葉県第三部長、神奈川県事務官、茨城県事務官・警察部長、内務書記官・大臣官房文書課長、内務省参事官兼内務大臣秘書官兼官房文書課長、大臣官房会計課長兼文書課長、京都府内務部長などを歴任。1917年1月から11月まで休職し欧米に戦時状況の視察のため出張した。
帰国後、1917年12月、内務書記官兼内務監察官として復帰。1918年4月、土木局長に就任。水野錬太郎内務大臣により、1922年6月、警視総監に登用され、同年10月、内務次官となるが、病のため1923年6月に辞職した。

## 栄典
- 1916年（大正5年）1月19日 - 勲五等瑞宝章[2]

## 親族
- 弟 堀田鼎（内務官僚）